# Fabien Lemoine
Pour les articles homonymes, voir Lemoine.
Fabien Lemoine, né le 16 mars 1987 à Fougères (Ille-et-Vilaine), est un ex footballeur français qui a évolué au poste de milieu de terrain.
Il a la particularité d'avoir perdu un rein à la suite d'un accident intervenu en août 2010 lors d'un match disputé face à l'AS Nancy-Lorraine.

## Biographie

### Enfance et débuts en Bretagne

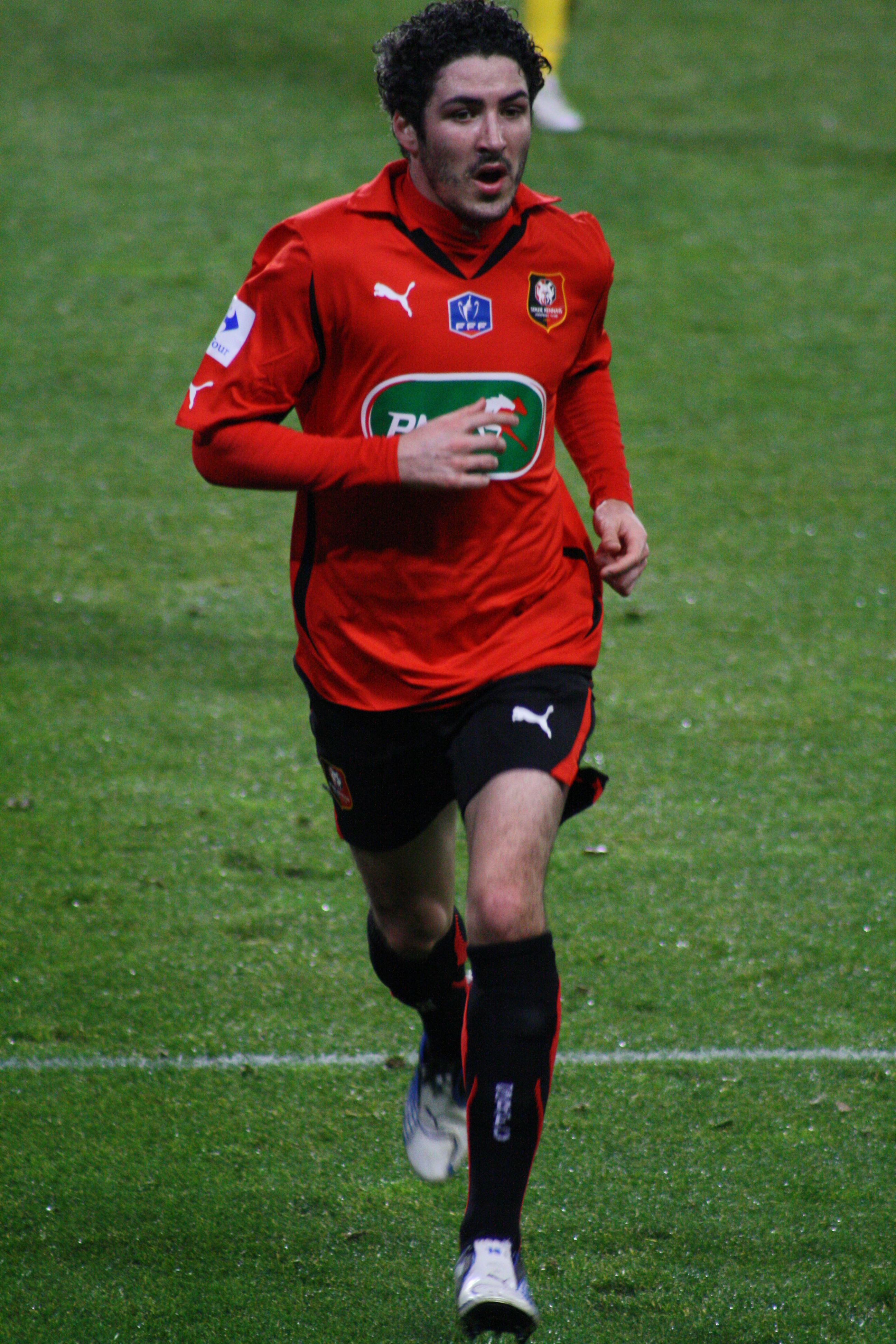
Fabien Lemoine avec le Stade rennais FC durant un match de Coupe de France face à l'AS Cannes (2011).

Fabien Lemoine est originaire d'Ille-et-Vilaine. Né à Fougères, il grandit à Saint-Étienne-en-Coglès dans le pays du Coglais. À l'âge de six ans, il commence la pratique du football avec le club local, le FC Stéphanais-Briçois, qui unit les deux communes de Saint-Étienne et Saint-Brice-en-Coglès, et où joue également son père Serge. Il y évolue durant six ans, avant de rejoindre l'AGL Fougères pour une saison en 1999. Repéré par le Stade rennais FC, il en intègre les équipes de jeunes en 2000. Pensionnaire durant deux saisons du centre de préformation de Ploufragan dans les Côtes-d'Armor, il joue le week-end avec le club rennais. En 2002, il fait partie de la sélection de la Ligue de Bretagne des 14 ans. À cette époque, malgré la proximité de Rennes, il est davantage attiré par l'AS Saint-Étienne, les posters de joueurs stéphanois ornant sa chambre dans la maison familiale.

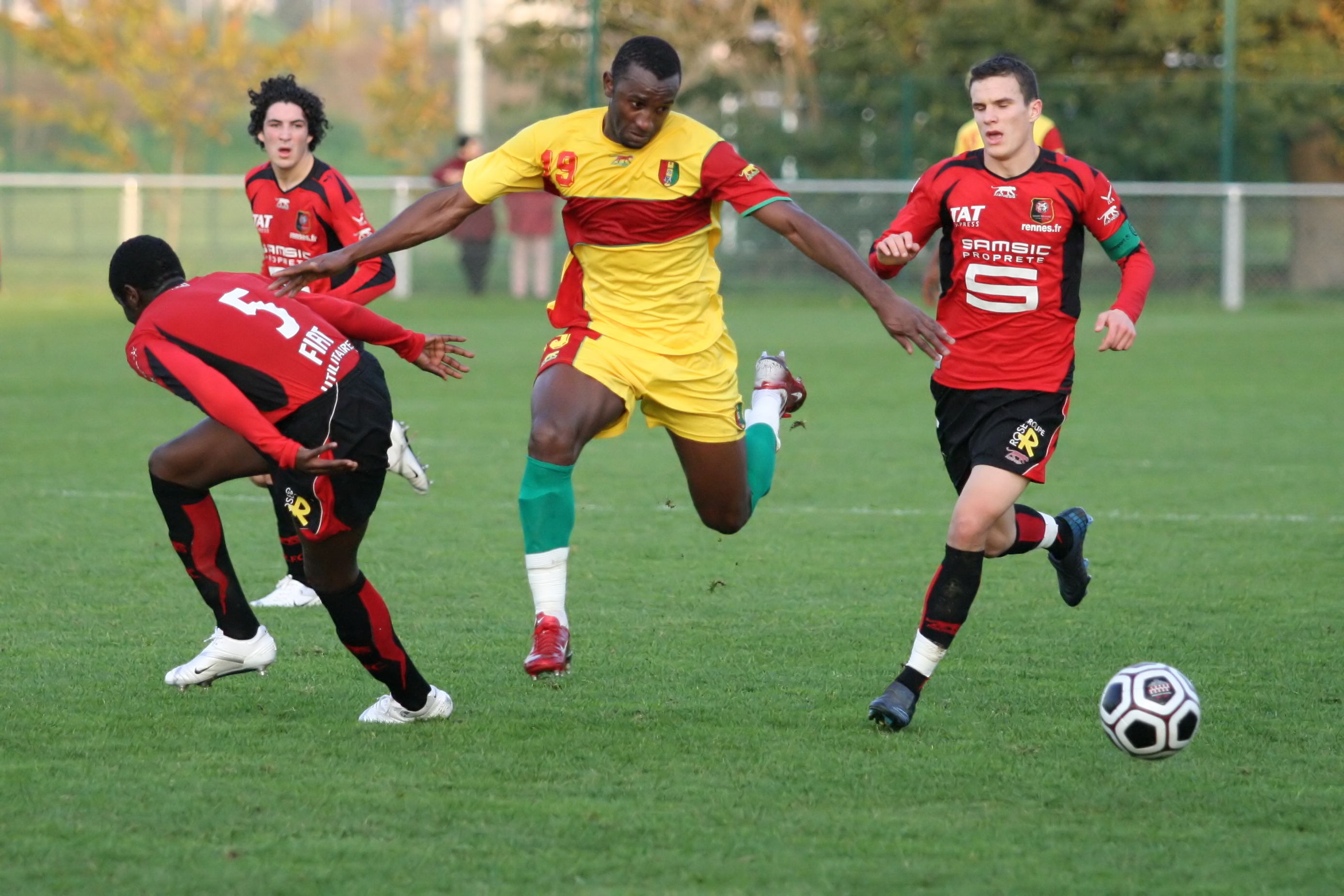
Fabien Lemoine (à gauche), avec la réserve du Stade rennais FC (2006).

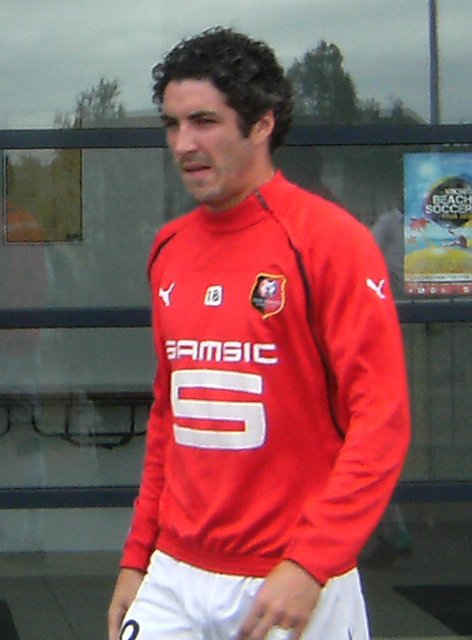
Fabien Lemoine avec le Stade rennais FC avant un match amical contre le Stade Malherbe Caen (2010).

En 2002, à l'issue de sa préformation, Fabien Lemoine intègre le centre de formation du Stade rennais FC. Il y est décrit comme un élément travailleur, généreux et doté de bonnes qualités techniques. Membre de la génération 1987 du Stade rennais FC, il est le seul à vraiment tirer son épingle du jeu, avec Lhadji Badiane arrivé un peu plus tard que lui. Fabien Lemoine côtoie durant sa formation des entraîneurs comme Landry Chauvin, mais aussi Laurent Huard, fougerais comme lui, avec qui il partage quelques points communs, même si ses coéquipiers le comparent davantage à Xavi ou Andrés Iniesta pour le taquiner.
Après avoir évolué dans les équipes de jeunes du Stade rennais FC, Fabien Lemoine en intègre progressivement l'équipe réserve, qui évolue en championnat de France amateur. Après quelques apparitions en 2004-2005 et en 2005-2006,, il devient titulaire à part entière en 2006-2007, jouant trente-trois matchs et marquant deux buts. À l'issue de cette dernière saison, il décroche le titre de champion de France des réserves professionnelles après une victoire sur l'Olympique lyonnais en finale (3-1). Ses performances lui permettent de signer un premier contrat professionnel d'un an avec deux années en option en faveur du Stade rennais FC le 27 avril 2007.

### Affirmation chez les professionnels au Stade rennais FC
Au début de la saison 2007-2008, Fabien Lemoine est loin d'être titulaire au sein d'un effectif renforcé pour tenter de jouer les premiers rôles en championnat et d'aller loin en Coupe UEFA. Du reste, l'entraîneur Pierre Dréossi le laisse à la disposition de la réserve, avec qui il dispute encore quatorze matchs sous les ordres de Laurent Huard, marquant quatre buts. Retenu quelquefois mais sans rentrer en jeu, il doit attendre la démission de Pierre Dréossi de son poste d'entraîneur et la nomination de Guy Lacombe le 17 décembre 2007 pour avoir sa chance en équipe première. Bénéficiant des absences de Stéphane Mbia et Étienne Didot, il obtient une première titularisation chez les professionnels à l'occasion d'un trente-deuxième de finale de Coupe de France disputé le 6 janvier 2008 face au FC Martigues. Lemoine fête cette première apparition chez les pros par un but marqué sur un service de Mickaël Pagis.
Contre toute attente, Lacombe décide finalement de faire de lui un titulaire régulier au milieu de terrain, et l'associe à Stéphane Mbia pour former sa paire de récupérateurs. Durant la saison et demie qui suit son premier match professionnel, Lemoine ne manque qu'une seule rencontre de Ligue 1 et est titularisé à quarante-cinq reprises sur quarante-six matchs possibles. Cette affirmation soudaine pousse sur le banc Étienne Didot qui était jusque-là le capitaine de l'équipe rennaise, et qui finit par décider de partir de ce fait au mois de juin 2008. Fabien Lemoine, lui, marque le premier but de sa carrière en Ligue 1 le 26 avril 2008 contre le RC Strasbourg, d'une frappe lointaine qui part dans la lucarne de Stéphane Cassard. Son affirmation chez les professionnels offre à Fabien Lemoine une prolongation de contrat. Quelques jours avant son premier but en Ligue 1, le 24 avril 2008, il prolonge en effet jusqu'en juin 2011, durée qui va donc au-delà des deux années optionnelles initialement prévues.
Installé comme titulaire au Stade rennais FC, Fabien Lemoine découvre les honneurs du maillot bleu, en étant sélectionné en équipe de France espoirs. Appelé plusieurs fois à la fin de la saison 2007-2008,, il doit finalement décliner, et n'honore sa première et unique sélection que le 19 août 2008 face à la Slovaquie, à Senec. Il joue une mi-temps en remplacement de Yohan Cabaye et côtoie dans cette équipe ses coéquipiers en club Romain Danzé, Bira Dembélé et Sylvain Marveaux. Au Stade rennais FC, Fabien Lemoine conserve la confiance de Guy Lacombe et est titulaire durant toute la saison 2008-2009. Il participe également au parcours de son équipe jusqu'en finale de la Coupe de France. Aligné d'entrée face à l'EA Guingamp au stade de France, il ne peut empêcher la défaite de son équipe (1-2). À l'issue de cette nouvelle saison, il prolonge son contrat d'un année supplémentaire.
Le 2 juin 2009, le Stade rennais FC change d'entraîneur. Guy Lacombe, qui avait lancé Fabien Lemoine chez les professionnels, est remplacé par Frédéric Antonetti. Le joueur, tout en reconnaissant qu'il avait un « rapport privilégié » avec Guy Lacombe, veut alors « prouver [qu'il a sa] place sur le terrain ». Malgré les arrivées de Junichi Inamoto et d'Alexander Tettey, malgré l'affirmation de Yann M'Vila, il s'impose une nouvelle fois comme titulaire au milieu, associé le plus souvent au dernier nommé, et dispute trente-et-un matchs de Ligue 1 durant la saison 2009-2010,. Une nouvelle fois, il prolonge alors son contrat d'un an. Durant la saison, mi-décembre 2009, il a également le bonheur de devenir le père d'une petite fille prénommée Thaïs.

### Ablation du rein puis retour au football
Alors qu'il commence la saison 2010-2011 comme titulaire, Fabien Lemoine est victime d'un grave accident le 14 août 2010 lors d'une rencontre opposant le Stade rennais FC à l'AS Nancy-Lorraine au stade Marcel-Picot à l'occasion de la deuxième journée de Ligue 1. Alors qu'il dispute un ballon aérien, il est percuté par le genou du Nancéien Reynald Lemaître au quart d'heure de jeu. Évacué vers le CHU de Nancy, il est victime d'un éclatement du rein droit en trois parties. Après cinq jours en observation dans l'espoir de pouvoir sauver le rein touché, Lemoine est finalement opéré le 19 août 2010 et doit subir une néphrectomie. Après avoir été victime de complications (pneumopathie bilatérale), il est transféré au CHU de Rennes huit jours plus tard pour y terminer sa convalescence.
Après avoir pensé arrêter le football, Fabien Lemoine reprend finalement le chemin de l'entraînement à la mi-octobre 2010 et retrouve progressivement sa condition physique jusqu'à revenir au sein du groupe professionnel à la fin novembre. Il dispute son match de reprise quatre mois après son accident en CFA avec la réserve le 12 décembre 2010 contre Saint-Pryvé Saint-Hilaire. Le 18 décembre 2010, face à Valenciennes au stade de la route de Lorient, Fabien Lemoine fait son retour en Ligue 1. Rentré à l'entame des arrêts de jeu alors que le score est nul et vierge, il offre sur corner le but de la victoire à Jean-Armel Kana-Biyik,. « C'est l'un des plus beaux jours de ma vie. Pourtant ça n'a pas été très long mais c'était vraiment l'extase. C'est rare que je joue deux minutes mais c'est superbe », explique-t-il.
Malgré ce retour en fanfare, Lemoine ne retrouve pas totalement sa place de titulaire au sein du milieu de terrain du Stade rennais FC. Il doit attendre le 1er février 2011 en Coupe de France face au Stade de Reims pour être aligné d'entrée de jeu, fêtant au passage sa centième titularisation depuis ses débuts professionnels. Concurrencé par plusieurs joueurs, son temps de jeu reste limité jusqu'à la fin de la saison, d'autant qu'il n'a pas alors, selon Frédéric Antonetti, retrouvé l'intégralité de ses moyens. En préparation à la saison 2011-2012, Lemoine réduit la durée de ses vacances au mois de juin pour se remettre à niveau physiquement. Malgré cela, il n'est pas le premier choix de Frédéric Antonetti pour composer son milieu de terrain, où règne une grosse concurrence avec cinq joueurs pour un seul poste à prendre. Son entraîneur ne pouvant pas lui promettre immédiatement du temps de jeu, Fabien Lemoine décide de quitter le Stade rennais FC.

### Nouveau départ avec l'AS Saint-Étienne

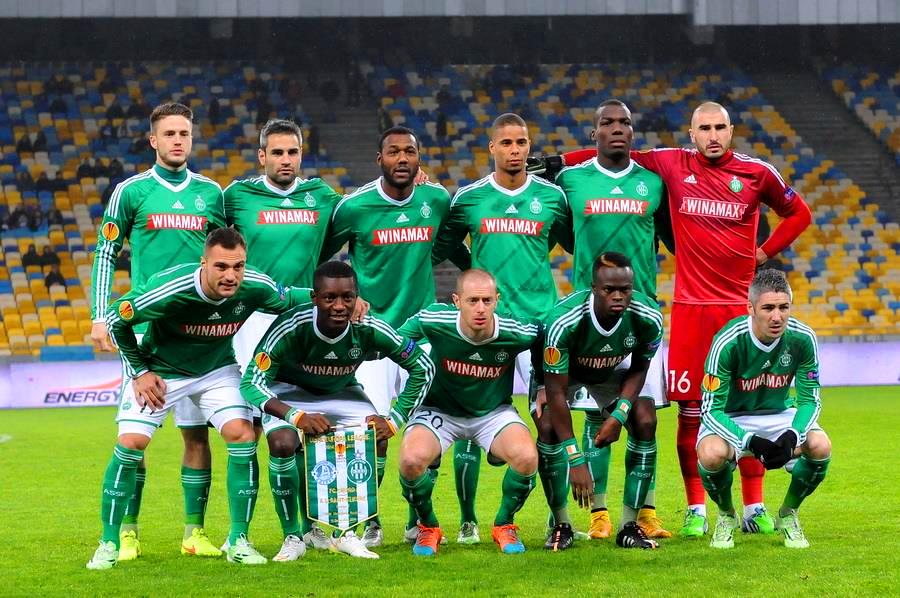
Fabien Lemoine (en bas à droite), avec l'AS Saint-Étienne avant un match de Ligue Europa (2014).

Alors qu'il est fortement pressenti pour rejoindre en prêt Évian Thonon Gaillard où il passe la visite médicale, il décide finalement de rejoindre l'AS Saint-Étienne, club avec lequel il signe un contrat de quatre ans le 10 août 2011,. Fabien Lemoine rejoint ainsi le club qu'il supporte depuis son enfance, ayant notamment été admiratif du duo d'attaquants brésiliens Alex et Aloísio.
À l'aube de la saison 2011-2012, l'AS Saint-Étienne sort d'un championnat achevé à la dixième place sous les ordres de Christophe Galtier, à la suite de deux saisons délicates où le club flirte avec la relégation. Un nouveau cycle démarre et l'effectif est renouvelé en profondeur. Ainsi, Fabien Lemoine, accompagné d'une autre recrue, Jérémy Clément, et du jeune Josuha Guilavogui, pallient les départs de Blaise Matuidi, Christophe Landrin et Gelson Fernandes. Au sein de ce nouvel effectif, il obtient régulièrement une place dans le onze titulaire. Il connaît sa première titularisation avec les Verts le 31 août 2011 face au FC Girondins de Bordeaux, en Coupe de la Ligue (victoire stéphanoise 3-1). 

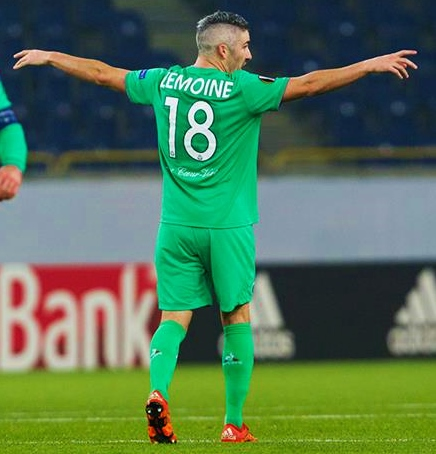
Fabien Lemoine sous le maillot des Verts de l'AS Saint-Étienne lors d'un match de Ligue Europa (2015).

Malgré une concurrence renforcée dans l’entre-jeu par l'arrivée de Renaud Cohade et l'éclosion de Josuha Guilavogui, Fabien Lemoine s'impose dans la rotation et réalise une saison 2012-2013 pleine. Un peu plus de deux ans après son grave accident, il affirme jouer désormais sans crainte, même s'il évite au possible d'exposer son flanc gauche aux duels. Le 2 février 2013, il inscrit son premier but sous le maillot vert, d'une reprise de volée à l'entrée de la surface, face au FC Sochaux-Montbéliard. Ce but est d'autant plus notable que Fabien Lemoine n'avait plus marqué en professionnel depuis presque cinq ans. Cette saison est également marquée par sa titularisation en finale de la Coupe de la Ligue, remportée un but à zéro face au Stade rennais, son club formateur.
Au cours de la saison 2013-2014, Fabien Lemoine trouve de nouveau le chemin des filets, à deux reprises, contre l'EA Guingamp, 2e journée, puis contre l'AS Monaco, 27e journée, d'une sublime reprise de volée. Il réalise une saison très performante qui lui vaudra d'être élu dans l'équipe type de la Ligue 1, selon le journal L'Équipe. Il se classe ainsi 5e du classement général des joueurs de champs, derrière Zlatan Ibrahimović, Marco Verratti, Marko Baša et Thiago Motta.
La saison 2014-2015 est marquée par une participation en Ligue Europa pour l'AS Saint-Étienne et Fabien Lemoine. Dans la continuité de la saison précédente, il se montre performant, inscrivant notamment l'unique but victorieux contre le RC Lens, 6e journée et le FC Lorient, 10e journée. Ce bon début de saison est récompensé par le Trophée Tournaire, désignant meilleur joueur stéphanois du premier trimestre. Le 21 avril 2015, il prolonge son contrat d'une saison et est désormais lié à l'AS Saint-Étienne jusqu'en juin 2018.
En avril 2016, il fait partie d'une liste de 58 joueurs sélectionnables en équipe de Bretagne, dévoilée par Raymond Domenech qui en est le nouveau sélectionneur.

### Retour en Bretagne avec le FC Lorient

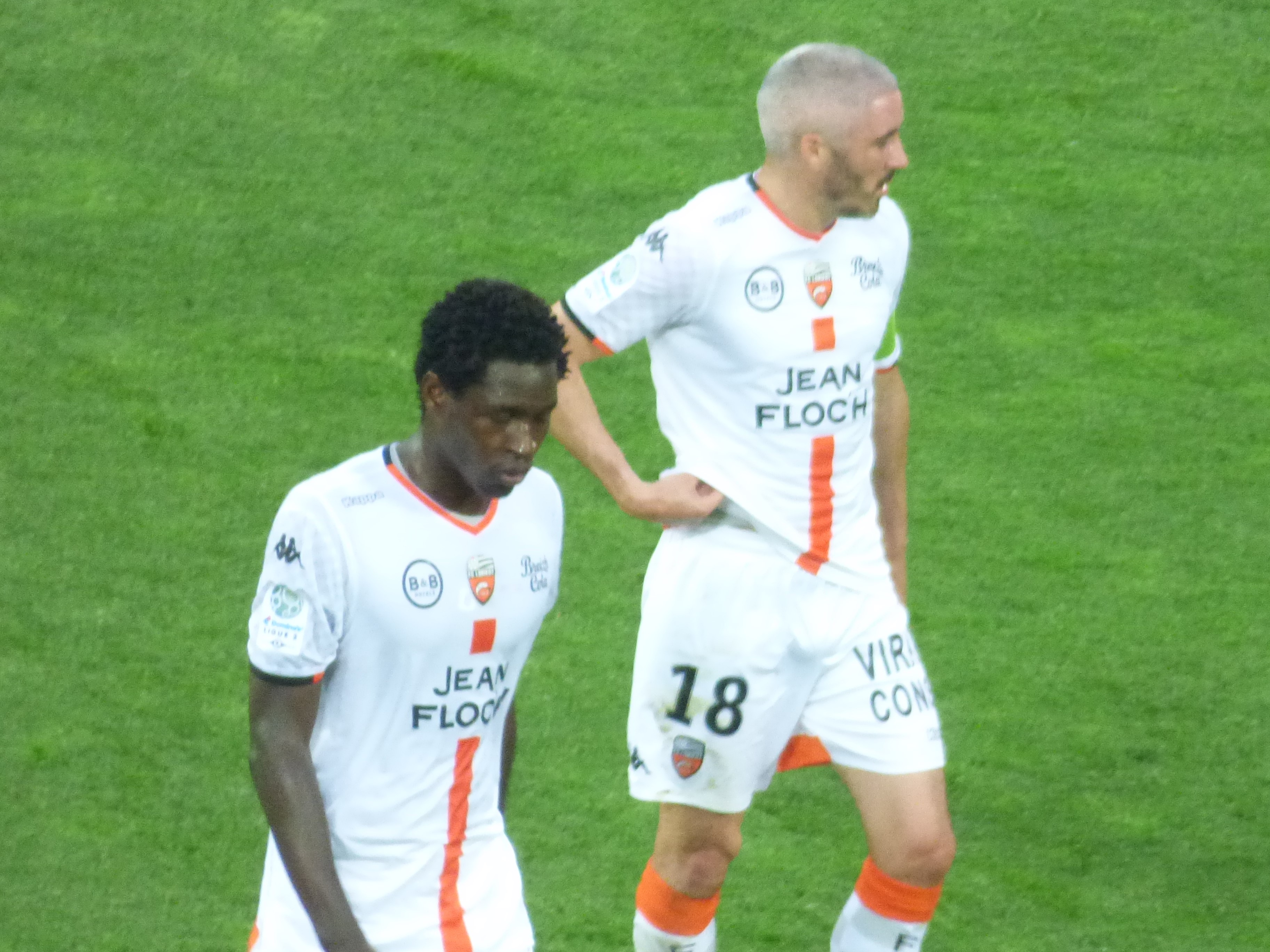
Fabien Lemoine avec le FC Lorient lors d'un match au stade Bollaert-Delelis face au RC Lens (2019).

Le 18 juillet 2017, après six saisons dans le Forez, Fabien Lemoine rejoint le FC Lorient,. Alors qu'il a passé toute sa carrière en Ligue 1, il descend donc pour la première fois en Ligue 2.
Le 29 juillet 2017, il joue son premier match pour le FC Lorient, lors de la première journée de la saison 2017-2018, contre l'US Quevilly. Il est titularisé et les deux équipes se neutralisent (1-1). Lors de cette saison 2017-2018, le FC Lorient, avec un des meilleurs budgets de la Ligue 2 et de gros objectifs, ne parvient pas à accrocher les cinq premières places, synonymes de possible ascension. C'est un gros coup dur pour le club, qui comptait remonter directement en Ligue 1. Fabien Lemoine aura tout de même marqué deux buts lors de cette saison
Le 15 février 2019, il marque un superbe but au Moustoir contre le Red Star FC : une superbe frappe aux 30 mètres. Ce sera son seul but de la saison. Cette saison 2018-2019, voit une nouvelle fois un échec lorientais, le FC Lorient finit à la sixième place, au pied des barrages. L'entraineur Mickaël Landreau quitte le club et est remplacé par Christophe Pélissier.
Il participe à la remontée du club en Ligue 1, le FC Lorient étant sacré champion à l'issue de la saison 2019-2020.
En mai 2020, alors qu'il lui reste un an de contrat, Fabien Lemoine annonce que le FC Lorient serait son dernier club, sans pour autant annoncer sa retraite.

### Fin de carrière au FC Versailles
En septembre 2022, Fabien Lemoine signe au FC Versailles, club tout juste promu en National (3e division). « Je suis en National pour l’amour du foot, l’adrénaline et les émotions qu’il provoque » déclare-t-il .
Le 18 juillet 2023, après seulement une saison au FC Versailles, Fabien Lemoine annonce prendre sa retraite sportive après 16 ans de carrière,,.

## Statistiques
| Saison                | Club                  | Championnat           | Championnat | Championnat | Championnat | Coupe nationale | Coupe nationale | Coupe nationale | Coupe de la Ligue | Coupe de la Ligue | Coupe de la Ligue | Compétition(s) continentale(s) | Compétition(s) continentale(s) | Compétition(s) continentale(s) | Compétition(s) continentale(s) | Total | Total | Total |
| Saison                | Club                  | Division              | M.          | B.          | P.d.        | M.              | B.              | P.d.            | M.                | B.                | P.d.              | Comp.                          | M.                             | B.                             | P.d.                           | M.    | B.    | P.d.  |
| 2007-2008             | Stade rennais FC      | Ligue 1               | 18          | 1           | 3           | 2               | 1               | 0               | -                 | -                 | -                 | -                              | -                              | -                              | -                              | 20    | 2     | 3     |
| 2008-2009             | Stade rennais FC      | Ligue 1               | 38          | 0           | 1           | 6               | 0               | 0               | -                 | -                 | -                 | CI+C3                          | 2+2                            | 0                              | 0                              | 48    | 0     | 1     |
| 2009-2010             | Stade rennais FC      | Ligue 1               | 31          | 0           | 3           | 1               | 0               | 0               | 1                 | 0                 | 0                 | -                              | -                              | -                              | -                              | 33    | 0     | 3     |
| 2010-2011             | Stade rennais FC      | Ligue 1               | 18          | 0           | 2           | 2               | 0               | 0               | -                 | -                 | -                 | -                              | -                              | -                              | -                              | 20    | 0     | 2     |
| Sous-total            | Sous-total            | Sous-total            | 105         | 1           | 9           | 11              | 1               | 0               | 1                 | 0                 | 0                 | -                              | 4                              | 0                              | 0                              | 121   | 2     | 9     |
| 2011-2012             | AS Saint-Étienne      | Ligue 1               | 27          | 0           | 4           | 1               | 0               | 0               | 2                 | 0                 | 1                 | -                              | -                              | -                              | -                              | 30    | 0     | 5     |
| 2012-2013             | AS Saint-Étienne      | Ligue 1               | 35          | 1           | 2           | 1               | 0               | 0               | 5                 | 0                 | 1                 | -                              | -                              | -                              | -                              | 41    | 1     | 3     |
| 2013-2014             | AS Saint-Étienne      | Ligue 1               | 35          | 2           | 2           | 1               | 0               | 0               | 1                 | 0                 | 0                 | C3                             | 3                              | 0                              | 1                              | 40    | 2     | 3     |
| 2014-2015             | AS Saint-Étienne      | Ligue 1               | 35          | 2           | 4           | 3               | 0               | 0               | 2                 | 0                 | 0                 | C3                             | 8                              | 0                              | 0                              | 48    | 2     | 4     |
| 2015-2016             | AS Saint-Étienne      | Ligue 1               | 33          | 0           | 0           | 1               | 0               | 0               | -                 | -                 | -                 | C3                             | 9                              | 0                              | 0                              | 43    | 0     | 0     |
| 2016-2017             | AS Saint-Étienne      | Ligue 1               | 16          | 0           | 0           | 2               | 0               | 0               | -                 | -                 | -                 | C3                             | 6                              | 1                              | 0                              | 24    | 1     | 0     |
| Sous-total            | Sous-total            | Sous-total            | 181         | 5           | 12          | 9               | 0               | 0               | 10                | 0                 | 2                 | -                              | 26                             | 1                              | 1                              | 226   | 6     | 15    |
| 2017-2018             | FC Lorient            | Ligue 2               | 32          | 2           | 3           | 1               | 0               | 0               | 2                 | 0                 | 0                 | -                              | -                              | -                              | -                              | 35    | 2     | 3     |
| 2018-2019             | FC Lorient            | Ligue 2               | 32          | 1           | 1           | -               | -               | -               | 1                 | 0                 | 0                 | -                              | -                              | -                              | -                              | 33    | 1     | 1     |
| 2019-2020             | FC Lorient            | Ligue 2               | 25          | 0           | 0           | 1               | 0               | 0               | -                 | -                 | -                 | -                              | -                              | -                              | -                              | 26    | 0     | 0     |
| 2020-2021             | FC Lorient            | Ligue 1               | 30          | 1           | 0           | 2               | 0               | 0               | -                 | -                 | -                 | -                              | -                              | -                              | -                              | 32    | 1     | 0     |
| 2021-2022             | FC Lorient            | Ligue 1               | 21          | 0           | 1           | 0               | 0               | 0               | -                 | -                 | -                 | -                              | -                              | -                              | -                              | 21    | 0     | 1     |
| Sous-total            | Sous-total            | Sous-total            | 140         | 4           | 5           | 4               | 0               | 0               | 3                 | 0                 | 0                 | -                              | 0                              | 0                              | 0                              | 147   | 4     | 5     |
| 2022-2023             | FC Versailles 78      | National              | 25          | 1           | 2           | -               | -               | -               | -                 | -                 | -                 | -                              | -                              | -                              | -                              | 25    | 1     | 2     |
| Total sur la carrière | Total sur la carrière | Total sur la carrière | 451         | 11          | 28          | 24              | 1               | 0               | 14                | 0                 | 2                 | -                              | 30                             | 1                              | 1                              | 519   | 13    | 31    |

## Palmarès
Stade rennais FC :
- Coupe de France :
  - Finaliste : 2009.

 AS Saint-Étienne : 
- Coupe de la Ligue
  - Vainqueur : 2013.

 FC Lorient :
- Ligue 2
  - Champion : 2020.